# Daniel Männlich
Daniel Männlich (auch: Daniel Mannlich; * 10. April 1625 in Olbersdorf; † 21. Mai 1701 in Berlin) war ein Kurfürstlich-Brandenburgischer Hof-Goldschmied und Ältester der Zunft.

## Leben
Daniel Männlich absolvierte eine Goldschmiedelehre in Troppau und gelangte 1650 nach Berlin und war seit 1667, neben Ludwig Barat, Andreas Mollin, Ewald Raupe, Bernhard Wiedemann, einer der Goldschmiede am Hofe des Großen Kurfürsten Friedrich Wilhelm III. Ab 1671 war er bis zu seinem Tode Oberaltmeister der Zunft.

## Familie
Verheiratet war Männlich mit Anna Catharine geb. Fritze (1636–1698), ihr ältester Sohn namens Daniel Männlich (1660–1721) wurde ebenfalls königl.-preuß. Hof-Goldschmied.

## Werke
Daniel Männlich schuf unter anderem einen Trinkpokal aus vergoldetem Silber in Gestalt eines Hirsches, möglicherweise ein Entwurf Andreas Schlüters. Anlass war die Erlegung eines 66-Ender-Rothirsches in den märkischen Wäldern der damaligen Oberförsterei Briesen durch Friedrich III., Markgraf und Kurfürst zu Brandenburg, am 18. September 1698.

## Ehrungen
Andreas Schlüter fertigte im Jahre 1700 für die Berliner Nikolaikirche das Grabmal für Daniel Männlich und seine Frau.